# Liste der Einträge im National Register of Historic Places in Southbridge (Massachusetts)

Lage des Worcester County in Massachusetts

Die Liste der Einträge im National Register of Historic Places in Southbridge in Massachusetts führt alle Bauwerke, National Historic Landmarks und Historic Districts in Southbridge auf, die in das National Register of Historic Places aufgenommen wurden.
Die vorliegende Liste wurde aufgrund der Vielzahl an Einträgen in Southbridge ausgelagert und ist integraler Bestandteil der Liste der Einträge im National Register of Historic Places im Worcester County.

## Legende
| NRHP | Historic Place    |
| HD   | Historic District |

## Aktuelle Einträge
| [ 2 ] | Name                                                     | Bild                                                     | Eintragsdatum                 | Lage                                                                | Ort         | Beschreibung                           |
| ----- | -------------------------------------------------------- | -------------------------------------------------------- | ----------------------------- | ------------------------------------------------------------------- | ----------- | -------------------------------------- |
| 1     | Academie Brochu                                          | Academie Brochu                                          | 22. Juni 1989 ID-Nr. 89000568 | 29 Pine St. 42° 4′ 46″ N, 72° 2′ 17″ W                              | Southbridge |                                        |
| 2     | William E. Alden House                                   | William E. Alden House                                   | 22. Juni 1989 ID-Nr. 89000562 | 428 Hamilton St. 42° 4′ 55″ N, 72° 2′ 28″ W                         | Southbridge |                                        |
| 3     | Alden-Delahanty Block                                    | Alden-Delahanty Block                                    | 22. Juni 1989 ID-Nr. 89000572 | 858 Main St. 42° 4′ 54″ N, 72° 2′ 46″ W                             | Southbridge |                                        |
| 4     | American Optical Company Historic District               | American Optical Company Historic District               | 3. Mai 2023 ID-Nr. 100008957  | 42° 4′ 29″ N, 72° 1′ 24″ W                                          | Southbridge |                                        |
| 5     | Ammidown-Harding Farmhouse                               | Ammidown-Harding Farmhouse                               | 22. Juni 1989 ID-Nr. 89000552 | 83 Lebanon Hill Rd. 42° 3′ 35″ N, 72° 2′ 5″ W                       | Southbridge |                                        |
| 6     | Ashland Mill Tenement                                    | Ashland Mill Tenement                                    | 22. Juni 1989 ID-Nr. 89000545 | 141-145 Ashland Ave. 42° 3′ 55″ N, 72° 0′ 37″ W                     | Southbridge |                                        |
| 7     | Bacon-Morse Historic District                            | Bacon-Morse Historic District                            | 22. Juni 1989 ID-Nr. 89000602 | N. Woodstock Rd. 42° 2′ 9″ N, 72° 0′ 48″ W                          | Southbridge |                                        |
| 8     | Beechwood                                                | Beechwood                                                | 22. Juni 1989 ID-Nr. 89000527 | 495 Main St. 42° 4′ 38″ N, 72° 2′ 18″ W                             | Southbridge |                                        |
| 9     | Alexis Boyer House                                       | Alexis Boyer House                                       | 22. Juni 1989 ID-Nr. 89000560 | 306 Hamilton 42° 4′ 53″ N, 72° 2′ 16″ W                             | Southbridge |                                        |
| 10    | Building at 25-27 River Street                           | Building at 25-27 River Street                           | 22. Juni 1989 ID-Nr. 89000574 | 25-27 River St. 42° 4′ 56″ N, 72° 2′ 20,8″ W                        | Southbridge |                                        |
| 11    | Building at 29-31 River Street                           | Building at 29-31 River Street                           | 22. Juni 1989 ID-Nr. 89000575 | 29-31 River St. 42° 4′ 56″ N, 72° 2′ 21,1″ W                        | Southbridge |                                        |
| 12    | Building at 38-42 Worcester Street                       | Building at 38-42 Worcester Street                       | 22. Juni 1989 ID-Nr. 89000589 | 38-42 Worcester St. 42° 4′ 45,8″ N, 72° 1′ 46,9″ W                  | Southbridge |                                        |
| 13    | Building at 52 Main Street                               | Building at 52 Main Street                               | 22. Juni 1989 ID-Nr. 89000583 | 52 Main St. 42° 4′ 23,9″ N, 72° 1′ 39″ W                            | Southbridge |                                        |
| 14    | Central Mills Historic District                          | Central Mills Historic District                          | 22. Juni 1989 ID-Nr. 89000595 | 42° 4′ 36,8″ N, 72° 1′ 53″ W                                        | Southbridge |                                        |
| 15    | Centre Village Historic District                         | Centre Village Historic District                         | 7. Sep. 1979 ID-Nr. 79000379  | Along Main St. 42° 4′ 31,8″ N, 72° 2′ 4,2″ W                        | Southbridge |                                        |
| 16    | Chamberlain-Bordeau House                                | Chamberlain-Bordeau House                                | 22. Juni 1989 ID-Nr. 89000569 | 718 Main St. 42° 4′ 49,1″ N, 72° 2′ 35,2″ W                         | Southbridge |                                        |
| 17    | Chapin Block                                             | Chapin Block                                             | 22. Juni 1989 ID-Nr. 89000558 | 208-222 Hamilton 42° 4′ 48″ N, 72° 2′ 8,2″ W                        | Southbridge |                                        |
| 18    | Alpha M. Cheney House                                    | Alpha M. Cheney House                                    | 22. Juni 1989 ID-Nr. 89000526 | 61 Chestnut St. 42° 4′ 16″ N, 72° 1′ 39″ W                          | Southbridge |                                        |
| 19    | J. M. Cheney Rental House                                | J. M. Cheney Rental House                                | 22. Juni 1989 ID-Nr. 89000564 | 32 Edwards St. 42° 4′ 44″ N, 72° 2′ 10″ W                           | Southbridge |                                        |
| 20    | Clarke-Glover Farmhouse                                  | Clarke-Glover Farmhouse                                  | 22. Juni 1989 ID-Nr. 89000536 | 201 South St. 42° 4′ 34″ N, 72° 2′ 44,9″ W                          | Southbridge |                                        |
| 21    | Cliff Cottage                                            | Cliff Cottage                                            | 22. Juni 1989 ID-Nr. 89000570 | 787 Mill St. 42° 5′ 1″ N, 72° 2′ 29″ W                              | Southbridge |                                        |
| 22    | E. Merritt Cole House                                    | E. Merritt Cole House                                    | 22. Juni 1989 ID-Nr. 89000576 | 386 Main St. 42° 4′ 36″ N, 72° 2′ 8″ W                              | Southbridge |                                        |
| 23    | Comins-Wall House                                        | Comins-Wall House                                        | 22. Juni 1989 ID-Nr. 89000555 | 42 Hamilton St. 42° 4′ 35″ N, 72° 2′ 4″ W                           | Southbridge |                                        |
| 24    | Congregational Church                                    | Congregational Church                                    | 22. Juni 1989 ID-Nr. 89000591 | 61 Elm St. 42° 4′ 23,2″ N, 72° 2′ 6″ W                              | Southbridge |                                        |
| 25    | E. B. Cummings House                                     | E. B. Cummings House                                     | 22. Juni 1989 ID-Nr. 89000566 | 52 Marcy St. 42° 4′ 43″ N, 72° 2′ 15″ W                             | Southbridge |                                        |
| 26    | Dani and Soldani Cabinet Makers and Wood Workers Factory | Dani and Soldani Cabinet Makers and Wood Workers Factory | 22. Juni 1989 ID-Nr. 89000529 | 484 Worcester St. 42° 5′ 26,2″ N, 72° 1′ 22,1″ W                    | Southbridge |                                        |
| 27    | Dennison School House                                    | weitere Bilder                                           | 22. Juni 1989 ID-Nr. 89000551 | Dennison Ln. 42° 3′ 38,2″ N, 72° 3′ 42,1″ W                         | Southbridge |                                        |
| 28    | Sylvester Dresser House                                  | Sylvester Dresser House                                  | 22. Juni 1989 ID-Nr. 89000523 | 29 Summer St. 42° 4′ 18,1″ N, 72° 2′ 4,9″ W                         | Southbridge |                                        |
| 29    | Dunbar-Vinton House                                      | Dunbar-Vinton House                                      | 22. Juni 1989 ID-Nr. 89000573 | Hook and Hamilton Sts. 42° 4′ 37,9″ N, 72° 2′ 3,1″ W                | Southbridge |                                        |
| 30    | Henry E. Durfee Farmhouse                                | weitere Bilder                                           | 22. Juni 1989 ID-Nr. 89000547 | 281 Eastford Rd. 42° 3′ 49″ N, 72° 2′ 33″ W                         | Southbridge |                                        |
| 31    | Elm Street Fire House                                    | Elm Street Fire House                                    | 22. Juni 1989 ID-Nr. 89000530 | 24 Elm St. 42° 4′ 27″ N, 72° 2′ 6″ W                                | Southbridge |                                        |
| 32    | Evangelical Free Church                                  | weitere Bilder                                           | 22. Juni 1989 ID-Nr. 89000561 | Hamilton St. 42° 4′ 55″ N, 72° 2′ 29″ W                             | Southbridge |                                        |
| 33    | James Gleason Cottage                                    | James Gleason Cottage                                    | 22. Juni 1989 ID-Nr. 89000533 | 31 Sayles St. 42° 4′ 45″ N, 72° 2′ 37″ W                            | Southbridge |                                        |
| 34    | Globe Village Fire House                                 | Globe Village Fire House                                 | 22. Juni 1989 ID-Nr. 89000540 | West St. at Main St. 42° 4′ 46,9″ N, 72° 2′ 44,9″ W                 | Southbridge |                                        |
| 35    | Glover Street Historic District                          | Glover Street Historic District                          | 22. Juni 1989 ID-Nr. 89000601 | Glover St. zwischen High und Poplar Sts. 42° 4′ 28″ N, 72° 2′ 49″ W | Southbridge |                                        |
| 36    | Hamilton Mill Brick House                                | Hamilton Mill Brick House                                | 22. Juni 1989 ID-Nr. 89000542 | 16 High St. 42° 4′ 48″ N, 72° 2′ 43,1″ W                            | Southbridge |                                        |
| 37    | Hamilton Mill-West Street Factory Housing                | Hamilton Mill-West Street Factory Housing                | 22. Juni 1989 ID-Nr. 89000541 | 45 West St. 42° 4′ 45,8″ N, 72° 2′ 47″ W                            | Southbridge |                                        |
| 38    | Hamilton Millwright-Agent’s House                        | Hamilton Millwright-Agent’s House                        | 22. Juni 1989 ID-Nr. 89000543 | 757-761 Main St. 42° 4′ 48″ N, 72° 2′ 39,8″ W                       | Southbridge |                                        |
| 39    | Hamilton Woolen Company Historic District                | Hamilton Woolen Company Historic District                | 22. Juni 1989 ID-Nr. 89000594 | 42° 4′ 55,9″ N, 72° 2′ 37″ W                                        | Southbridge |                                        |
| 40    | Theodore Harrington House                                | Theodore Harrington House                                | 22. Juni 1989 ID-Nr. 89000557 | 77 Hamilton St. 42° 4′ 36,8″ N, 72° 2′ 7,1″ W                       | Southbridge |                                        |
| 41    | George H. Hartwell House                                 | George H. Hartwell House                                 | 22. Juni 1989 ID-Nr. 89000556 | 105 Hamilton St. 42° 4′ 39″ N, 72° 2′ 8,2″ W                        | Southbridge |                                        |
| 42    | Samuel C. Hartwell House                                 | Samuel C. Hartwell House                                 | 22. Juni 1989 ID-Nr. 89000592 | 79 Elm St. 42° 4′ 22,1″ N, 72° 2′ 7,1″ W                            | Southbridge |                                        |
| 43    | High-School Streets Historic District                    | High-School Streets Historic District                    | 22. Juni 1989 ID-Nr. 89000600 | High St. at School St. 42° 4′ 40,1″ N, 72° 2′ 44,9″ W               | Southbridge |                                        |
| 44    | William Hodgson Two-Family House                         | William Hodgson Two-Family House                         | 22. Juni 1989 ID-Nr. 89000578 | 103-105 Sayles St. 42° 4′ 37,9″ N, 72° 2′ 38″ W                     | Southbridge |                                        |
| 45    | House at 3 Dean Street                                   | House at 3 Dean Street                                   | 22. Juni 1989 ID-Nr. 89000587 | 3 Dean St. 42° 4′ 32,2″ N, 72° 1′ 41,9″ W                           | Southbridge |                                        |
| 46    | House at 18 Walnut Street                                | House at 18 Walnut Street                                | 22. Juni 1989 ID-Nr. 89000580 | 18 Walnut St. 42° 4′ 25″ N, 72° 1′ 45,8″ W                          | Southbridge |                                        |
| 47    | House at 34 Benefit Street                               | House at 34 Benefit Street                               | 22. Juni 1989 ID-Nr. 89000585 | 34 Benefit St. 42° 4′ 31″ N, 72° 1′ 46″ W                           | Southbridge |                                        |
| 48    | House at 59-63 Crystal Street                            | House at 59-63 Crystal Street                            | 22. Juni 1989 ID-Nr. 89000584 | 59-63 Crystal St. 42° 4′ 29″ N, 72° 1′ 40″ W                        | Southbridge |                                        |
| 49    | House at 64 Main Street                                  | House at 64 Main Street                                  | 22. Juni 1989 ID-Nr. 89000582 | 64 Main St. 42° 4′ 23″ N, 72° 1′ 41″ W                              | Southbridge |                                        |
| 50    | House at 70-72 Main Street                               | House at 70-72 Main Street                               | 22. Juni 1989 ID-Nr. 89000581 | 70-72 Main St. 42° 4′ 23″ N, 72° 1′ 43″ W                           | Southbridge |                                        |
| 51    | House at 91 Coombs Street                                | House at 91 Coombs Street                                | 22. Juni 1989 ID-Nr. 89000525 | 91 Coombs St. 42° 4′ 18,1″ N, 72° 1′ 48″ W                          | Southbridge |                                        |
| 52    | Judson-Litchfield House                                  | weitere Bilder                                           | 22. Juni 1989 ID-Nr. 89000539 | 313 South St. 42° 4′ 34″ N, 72° 3′ 1,1″ W                           | Southbridge |                                        |
| 53    | A. Kinney House                                          | A. Kinney House                                          | 22. Juni 1989 ID-Nr. 89000565 | 42 Edwards St. 42° 4′ 44″ N, 72° 2′ 12″ W                           | Southbridge |                                        |
| 54    | LaCroix-Mosher House                                     | LaCroix-Mosher House                                     | 22. Juni 1989 ID-Nr. 89000524 | 56 Everett St. 42° 4′ 21″ N, 72° 2′ 2″ W                            | Southbridge |                                        |
| 55    | Napoleon LaRochelle Two-Family House                     | Napoleon LaRochelle Two-Family House                     | 22. Juni 1989 ID-Nr. 89000567 | 30 Pine St. 42° 4′ 50,9″ N, 72° 3′ 0″ W                             | Southbridge |                                        |
| 56    | Maple Street Historic District                           | Maple Street Historic District                           | 22. Juni 1989 ID-Nr. 89000597 | Maple St. 42° 4′ 26″ N, 72° 1′ 43″ W                                | Southbridge |                                        |
| 57    | Mrs. R. Marcy House                                      | Mrs. R. Marcy House                                      | 22. Juni 1989 ID-Nr. 89000535 | 64 South St. 42° 4′ 37,9″ N, 72° 2′ 28″ W                           | Southbridge |                                        |
| 58    | Mary E. Wells School                                     | Mary E. Wells School                                     | 3. Mai 2023 ID-Nr. 100008958  | 80 Marcy St. 42° 4′ 40″ N, 72° 2′ 15″ W                             | Southbridge |                                        |
| 59    | William McKinstry Farmhouse                              | William McKinstry Farmhouse                              | 22. Juni 1989 ID-Nr. 89000571 | 361 Pleasant St. 42° 5′ 40,9″ N, 72° 2′ 35,2″ W                     | Southbridge |                                        |
| 60    | William McKinstry Jr. House                              | William McKinstry Jr. House                              | 22. Juni 1989 ID-Nr. 89000528 | 915 W. Main St. 42° 4′ 54,8″ N, 72° 2′ 51,7″ W                      | Southbridge |                                        |
| 61    | H. Morse House                                           | H. Morse House                                           | 22. Juni 1989 ID-Nr. 89000538 | 230 South St. 42° 4′ 34″ N, 72° 2′ 49,9″ W                          | Southbridge |                                        |
| 62    | New York, New Haven & Hartford Passenger Depot           | New York, New Haven & Hartford Passenger Depot           | 22. Juni 1989 ID-Nr. 89000554 | Depot St. 42° 4′ 37″ N, 72° 2′ 0″ W                                 | Southbridge |                                        |
| 63    | Notre Dame Catholic Church                               | weitere Bilder                                           | 22. Juni 1989 ID-Nr. 89000563 | Main St. 42° 4′ 40″ N, 72° 2′ 13″ W                                 | Southbridge |                                        |
| 64    | J. J. Oakes House                                        | J. J. Oakes House                                        | 22. Juni 1989 ID-Nr. 89000534 | 14 South St. 42° 4′ 39″ N, 72° 2′ 20″ W                             | Southbridge |                                        |
| 65    | E. M. Phillips House                                     | E. M. Phillips House                                     | 22. Juni 1989 ID-Nr. 89000532 | 35 Dresser St. 42° 4′ 25″ N, 72° 2′ 12″ W                           | Southbridge |                                        |
| 66    | Simon Plimpton Farmhouse                                 | weitere Bilder                                           | 22. Juni 1989 ID-Nr. 89000550 | 561 South St. 42° 4′ 28,9″ N, 72° 3′ 18″ W                          | Southbridge |                                        |
| 67    | Stephen Richard House                                    | Stephen Richard House                                    | 22. Juni 1989 ID-Nr. 89000522 | 239-241 Elm St. 42° 4′ 5,9″ N, 72° 2′ 11″ W                         | Southbridge |                                        |
| 68    | Sacred Heart Church Historic District                    | Sacred Heart Church Historic District                    | 22. Juni 1989 ID-Nr. 89000598 | Charlton St. 42° 4′ 40″ N, 72° 1′ 44″ W                             | Southbridge |                                        |
| 69    | Smith-Lyon Farmhouse                                     | weitere Bilder                                           | 22. Juni 1989 ID-Nr. 89000546 | 400 N. Woodstock Rd. 42° 3′ 18″ N, 72° 1′ 0″ W                      | Southbridge |                                        |
| 70    | Southbridge Town Hall                                    | Southbridge Town Hall                                    | 20. Nov. 1987 ID-Nr. 87001378 | 41 Elm St. 42° 4′ 23″ N, 72° 2′ 5″ W                                | Southbridge |                                        |
| 71    | St. George’s Greek Orthodox Church                       | St. George’s Greek Orthodox Church                       | 22. Juni 1989 ID-Nr. 89000579 | 55 North St. 42° 4′ 36,1″ N, 72° 1′ 48″ W                           | Southbridge |                                        |
| 72    | St. Peter’s Roman Catholic Church-St. Mary’s School      | St. Peter’s Roman Catholic Church-St. Mary’s School      | 22. Juni 1989 ID-Nr. 89000559 | 263 Hamilton St. 42° 4′ 51″ N, 72° 2′ 16″ W                         | Southbridge | Im Jahr 1999 durch ein Feuer zerstört. |
| 73    | Lorenzo R. Stone House                                   | Lorenzo R. Stone House                                   | 22. Juni 1989 ID-Nr. 89000537 | 218 South St. 42° 4′ 35″ N, 72° 2′ 48,1″ W                          | Southbridge |                                        |
| 74    | George Sumner House                                      | George Sumner House                                      | 22. Juni 1989 ID-Nr. 89000577 | 32 Paige Hill Rd. 42° 4′ 44″ N, 72° 1′ 54,1″ W                      | Southbridge |                                        |
| 75    | Eugene Tapin House                                       | weitere Bilder                                           | 22. Juni 1989 ID-Nr. 89000549 | 215 Lebanon Hill Rd. 42° 3′ 20,9″ N, 72° 2′ 15″ W                   | Southbridge |                                        |
| 76    | Tiffany-Leonard House                                    | Tiffany-Leonard House                                    | 22. Juni 1989 ID-Nr. 89000590 | 25 Elm St. 42° 4′ 26″ N, 72° 2′ 3,8″ W                              | Southbridge |                                        |
| 77    | Twinehurst American Optical Company Neighborhood         | Twinehurst American Optical Company Neighborhood         | 22. Juni 1989 ID-Nr. 89000593 | Twinehurst Place 42° 4′ 41,9″ N, 72° 1′ 57″ W                       | Southbridge |                                        |
| 78    | Upper Chapin Street Historic District                    | Upper Chapin Street Historic District                    | 22. Juni 1989 ID-Nr. 89000599 | Chapin St. 42° 4′ 19,9″ N, 72° 2′ 15″ W                             | Southbridge |                                        |
| 79    | Vinton-Boardman Farmhouse                                | Vinton-Boardman Farmhouse                                | 22. Juni 1989 ID-Nr. 89000586 | 93 Torrey Rd. 42° 5′ 7,1″ N, 72° 0′ 33,1″ W                         | Southbridge |                                        |
| 80    | Vinton-Torrey House                                      | Vinton-Torrey House                                      | 22. Juni 1989 ID-Nr. 89000588 | 5 Torrey Rd. 42° 5′ 4,9″ N, 72° 0′ 32″ W                            | Southbridge |                                        |
| 81    | George B. and Ruth D. Wells House                        | George B. and Ruth D. Wells House                        | 22. Juni 1989 ID-Nr. 89000548 | Durfee Rd. 42° 3′ 42,8″ N, 72° 3′ 1,1″ W                            | Southbridge |                                        |
| 82    | H.C. Wells Double House                                  | H.C. Wells Double House                                  | 22. Juni 1989 ID-Nr. 89000531 | 28-30 Dresser St. 42° 4′ 26″ N, 72° 2′ 10″ W                        | Southbridge |                                        |
| 83    | John M. Wells House                                      | John M. Wells House                                      | 22. Juni 1989 ID-Nr. 89000553 | 491 Eastford Rd. 42° 3′ 32″ N, 72° 2′ 55″ W                         | Southbridge |                                        |
| 84    | Albert H. Wheeler House                                  | Albert H. Wheeler House                                  | 22. Juni 1989 ID-Nr. 89000544 | 219 South St. 42° 4′ 34″ N, 72° 2′ 47″ W                            | Southbridge |                                        |
| 85    | Windsor Court Historic District                          | Windsor Court Historic District                          | 22. Juni 1989 ID-Nr. 89000596 | Windsor Ct. 42° 4′ 32,9″ N, 72° 1′ 52″ W                            | Southbridge |                                        |